# Danny Sugerman
Daniel „Danny” Stephen Sugerman (ur. 11 października 1954 w Los Angeles, zm. 5 stycznia 2005 w Los Angeles) – Amerykanin, jeden z menedżerów grupy The Doors po śmierci Jima Morrisona.

## Życiorys
Pracował z zespołem od 14. roku życia, początkowo odpowiadając w imieniu The Doors na listy fanów. Nazywany przez perkusistę Johna Densmore’a największym fanem The Doors na świecie, był autorem kilku książek poświęconych zespołowi - No One Here Gets Out Alive (1981, z Jerry Hopkinsem), Wonderland Avenue (autobiograficzna), Jim Morrison and The Doors. Współpracował przy produkcji filmu Olivera Stone’a The Doors.
Nałogowy palacz, zmarł po chorobie nowotworowej.
Jego żoną była Fawn Hall. Urodzona w 1959, zyskała sławę jako sekretarka pułkownika Olivera Northa i kluczowy świadek w aferze Iran-Contras. Zwolniona z pracy przez Northa w listopadzie 1986, wyniosła z jego biura wiele dokumentów, które stały się ważnymi dowodami w sprawie. Za Sugermana wyszła już po procesie.